# Hamad Ndikumana
Hamad Ndikumana (ur. 5 października 1978 w Kigali, zm. 14 listopada 2017 tamże) – rwandyjski piłkarz grający na pozycji obrońcy.

## Kariera klubowa
Karierę piłkarską Ndikumana rozpoczął w klubie Rayon Sports FC ze stolicy kraju Kigali. W 1998 roku zadebiutował w jego barwach w pierwszej lidze rwandyjskiej. W debiutanckim sezonie zdobył z Rayon Sport mistrzostwo, Puchar Rwandy oraz CECAFA Clubs Cup. W 2000 roku zawodnik grał w Burundi, w klubie AS Rangers.
Latem 2001 roku Ndikumana został piłkarzem belgijskiego Anderlechtu, jednak w pierwszym zespole nie rozegrał żadnego spotkania. W 2002 roku przeszedł do KV Mechelen, z którym wiosną 2003 roku spadł z pierwszej do drugiej ligi. Po spadku Mechelen odszedł do KAA Gent, w którym występował do końca 2004 roku. W 2005 roku na krótko wrócił do Rwandy i grał w Rayon Sports, z którym zdobył krajowy puchar.
Latem 2005 roku Rwandyjczyk został zawodnikiem cypryjskiego klubu APOP Kinyras Peyias, z którym w 2006 roku został zdegradowany z pierwszej do drugiej ligi. Następnie na sezon trafił do Nei Salaminy Famagusta, a na początku 2007 roku został piłkarzem Anorthosisu Famagusta. W tym samym roku zdobył Puchar i Superpuchar Cypru, a w 2008 roku wywalczył mistrzostwo tego kraju. W sezonie 2008/2009 grał w Omonii Nikozja, a po jego zakończeniu przeszedł do AEL Limassol. Tam występował przez półtora roku.
Na początku 2011 roku Ndikumana wrócił do APOP Kinyras Peyias, a w połowie tego samego roku odszedł z tego klubu. W ostatnich miesiącach życia był asystentem trenera Rayon Sports.
| Sezon   | Klub                   | Kraj    | Rozgrywki                 | Mecze | Bramki |
| ------- | ---------------------- | ------- | ------------------------- | ----- | ------ |
| 1998    | Rayon Sports FC        | Rwanda  | I. liga                   | ?     | ?      |
| 1999    | Rayon Sports FC        | Rwanda  | I. liga                   | ?     | ?      |
| 2000    | AS Rangers             | Burundi | Amstel Ligue              | ?     | ?      |
| 2000/01 | KV Turnhout            | Belgia  | Tweede Klasse             | ?     | ?      |
| 2001/02 | RSC Anderlecht         | Belgia  | Eerste Klasse             | 0     | 0      |
| 2002/03 | KV Mechelen            | Belgia  | Eerste Klasse             | 14    | 0      |
| 2002/03 | KAA Gent               | Belgia  | Eerste Klasse             | 12    | 1      |
| 2003/04 | KAA Gent               | Belgia  | Eerste Klasse             | 24    | 2      |
| 2004/05 | KAA Gent               | Belgia  | Eerste Klasse             | 3     | 0      |
| 2005    | Rayon Sports FC        | Rwanda  | I. liga                   | ?     | ?      |
| 2005/06 | APOP Kinyras Peyias    | Cypr    | Protathlima A’ Kategorias | 23    | 3      |
| 2006/07 | Nea Salamina Famagusta | Cypr    | Protathlima A’ Kategorias | 12    | 1      |
| 2006/07 | Anorthosis Famagusta   | Cypr    | Protathlima A’ Kategorias | 6     | 0      |
| 2007/08 | Anorthosis Famagusta   | Cypr    | Protathlima A’ Kategorias | 16    | 0      |
| 2008/09 | Omonia Nikozja         | Cypr    | Protathlima A’ Kategorias | 21    | 1      |
| 2009/10 | AEL Limassol           | Cypr    | Protathlima A’ Kategorias | 26    | 0      |
| 2010/11 | AEL Limassol           | Cypr    | Protathlima A’ Kategorias | 10    | 0      |
| 2010/11 | APOP Kinyras Peyias    | Cypr    | Protathlima A’ Kategorias | 6     | 0      |

## Kariera reprezentacyjna
W reprezentacji Rwandy Ndikumana zadebiutował w 1998 roku. W 2004 roku został powołany do reprezentacji Rwandy na Puchar Narodów Afryki 2004. Tam rozegrał 3 spotkania: z Tunezją (1:2), z Gwineą (1:1) i z Demokratyczną Republiką Konga (1:0).